# Clarence Seignoret
Sir Clarence Henry Augustus Seignoret GCB OBE (* 25. Februar 1919, Roseau, Dominica; † 5. Mai 2002) war ein dominicanischer Politiker und Jurist und der dritte Präsident von Dominica 1983 bis 1993.

## Leben
Seignoret wurde in Roseau als Sohn von Clarence Seignoret und Violet Seignoret (Riviere) geboren. Er erhielt seine Ausbildung an der Dominica Grammar School und im College in Saint Lucia. Dann arbeitete er ab 1936 als Beamter in Dominica. 1958 bis 1960 ergänzte er sein Studium durch einen International Public Service-Studiengang am Balliol College, University of Oxford. Nach seiner Rückkehr nach Dominica setzte er seine Karriere fort und diente mehrfach als First Secretary des Kabinetts und Vertreter des Präsidenten. Er war Mitglied der Dominica Labour Party.
Das House of Assembly wählte ihn 1983, als Nachfolger von Aurelius Marie zum Präsidenten. Seinen Amtseid leistete er im Oktober des Jahres. 1988 wurde er wiedergewählt und trat 1993 zurück.
In seine Amtszeit fiel ein Besuch von Elisabeth II., die Seignoret bereits 1966 als Officer in den Order of the British Empire aufgenommen hatte. Unter Premierministerin Mary Eugenia Charles wurde der Besuch organisiert und Seignoret wurde zu diesem Anlass zum Knight Grand Cross des Order of the Bath geschlagen und dadurch in den persönlichen Adelsstand erhoben. 1992 erhielt er auch die Würde eines Knight of Malta.

## Familie
Seignoret heiratete 1950 Judith Laronde und hatte zwei Kinder.